# Varsha Nair
Varsha Nair (* 1957 in Kampala, Uganda) ist eine indische Künstlerin. Sie wurde an der Maharaja Sayajirao University of Baroda ausgebildet und zog 1995 nach Bangkok, nachdem sie von Indien nach England und zurückgezogen war.
Ein Thema ihrer Arbeit ist «das Gefühl der Verdrängung, das durch die mehrfachen Umsiedlungen entsteht». Konzepte über «Heimat» und «Zugehörigkeit» werden in ihren Installationen poetisch als Beziehung zu einem flüchtigen Raum dargestellt. Sie war Teil der ersten Initiativgruppe, die 1997 Womanifesto ins Leben rief, eine Biennale, die internationale Künstlerinnen in Thailand präsentiert und ist derzeit Mitorganisatorin der Organisation.
Sie stellt in verschiedenen internationalen Museen und Galerien aus, wie The Guild Art Gallery in Mumbai und Tate Modern.
Seit 2018 ist sie Gastdozentin im Studiengang Fine Arts an der Hochschule Luzern.

## Werke (Auswahl)
Im Jahr 2006 zeigte Nair eine Reihe von Live-Interventionen mit dem Titel Encounter(s) (Begegnung(en)), die in der Turbinenhalle der Tate Modern aufgeführt wurden. In Zusammenarbeit mit Tejal Shah (Bombay) entwickelte sie diese Interventionen, bei denen die Künstler weiß bestickte Zwangsjacken trugen, die durch die absurd langen Ärmel miteinander verbunden waren, und bespielte die riesige architektonische Turbinenhalle. Dieses Werk wurde auch an zahlreichen anderen Orten aufgeführt, darunter das National Review of Live Art Festival in Glasgow und im Palazzo Carignano in Turin, Italien.
2009 nahm Vasha Nair  am 2. Beyond Pressure International Festival of Performance Art in Yangon teil.
Ihre Arbeit Undercurrent Yangon von 2014 wurde im People’s Park in Yangon, Myanmar aufgeführt.